# Zostérops à dos gris
Zosterops lateralis
Espèce
Statut de conservation UICN

 LC  : Préoccupation mineure
Le zostérops à dos gris (Zosterops lateralis) est une espèce de passereau de la famille des Zosteropidae.

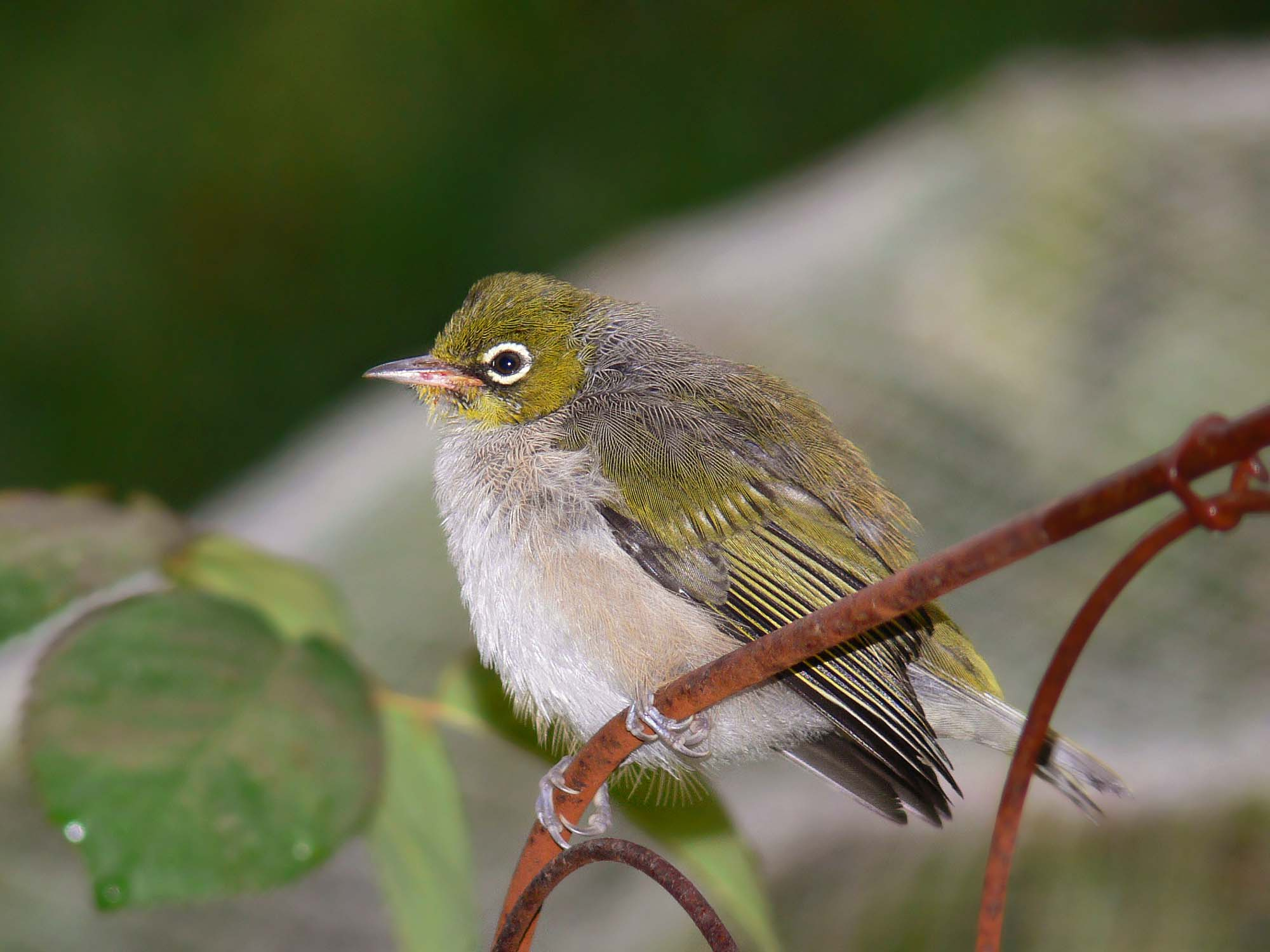
Zostérops à dos gris (juvénile)

## Répartition et sous-espèces

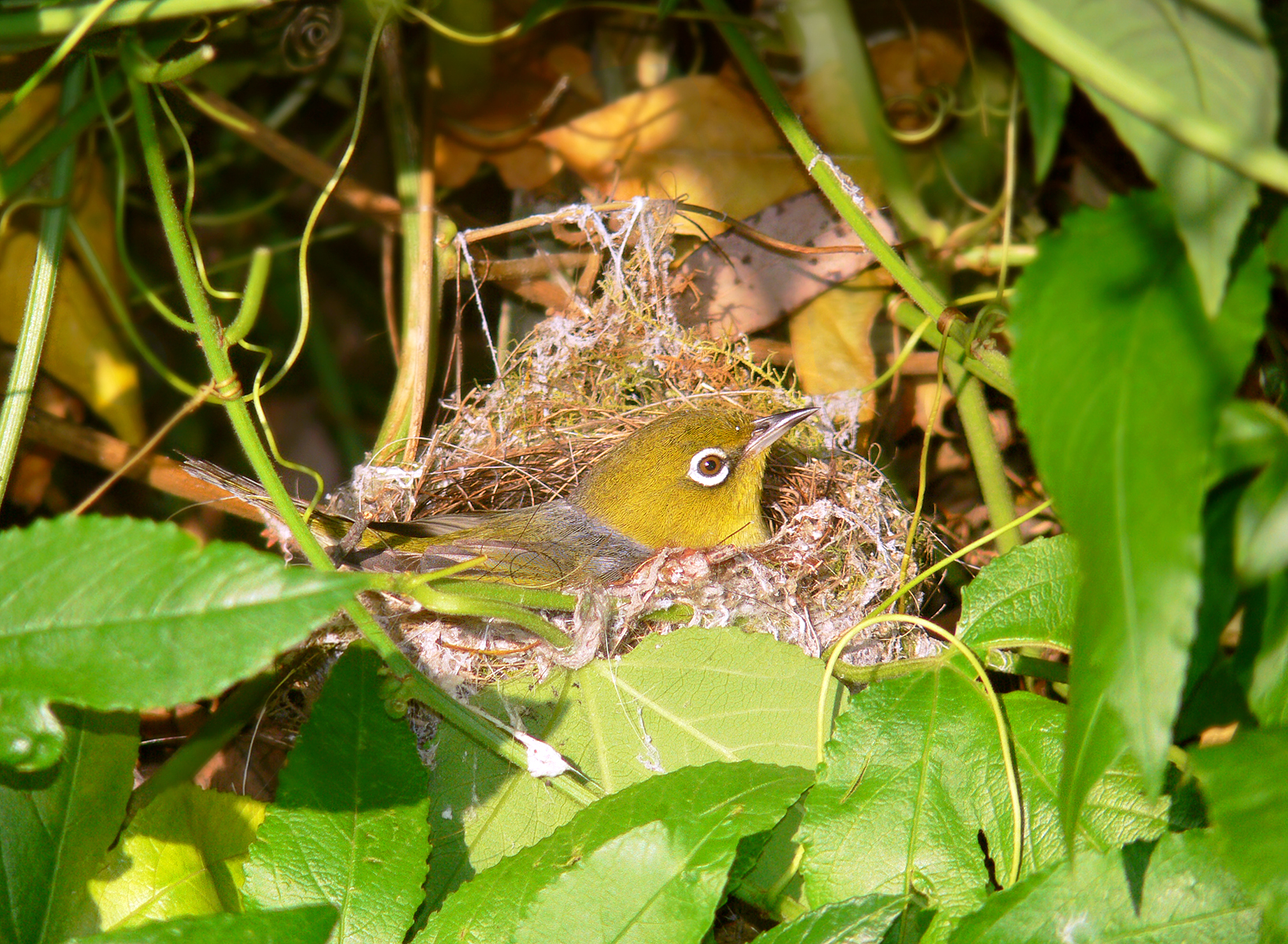
Femelle sur son nid

Selon la classification de référence du Congrès ornithologique international (15.1, 2025) il se répartit en seize sous-espèces (ordre phylogénique) :
- Z. l. vegetus Hartert, 1899 — est de la péninsule du cap York ;
- Z. l. cornwalli Mathews, 1912 — est du Queensland et nord-est de NSW ;
- Z. l. chlorocephalus Campbell & White, 1910 — Capricorn Group (en) ;
- Z. l. westernensis (Quoy & Gaimard, 1832) — NSW et Victoria ;
- Z. l. tephropleurus Gould, 1855 — île Lord Howe espèce menacée, de plus en plus considérée comme une espèce à part entière sous le nom de Zostérops de Lord Howe (Zosterops tephropleurus) ;
- Z. l. lateralis Latham, 1801 — Tasmanie, île Norfolk et Nouvelle-Zélande se distingue par sa poitrine grise ;
- Z. l. ochrochrous Schodde & Mason, 1999 — île King ;
- Z. l. pinarochrous Schodde & Mason, 1999 — Australie-Méridionale ;
- Z. l. chloronotus Gould, 1841 — Australie-Occidentale ;
- Z. l. griseonota Gray, 1859 — Grande Terre et île des Pins ;
- Z. l. nigrescens Sarasin, 1913 — Maré et Ouvéa ;
- Z. l. melanops Gray, 1860 — Lifou ;
- Z. l. tropicus Mees, 1969 — Vanuatu (nord) ;
- Z. l. vatensis Tristram, 1879 — Vanuatu (centre) ;
- Z. l. valuensis Murphy & Mathews, 1929 — Vanuatu : Mota Lava ;
- Z. l. flaviceps Peale, 1849 — Fidji .

## Comportement

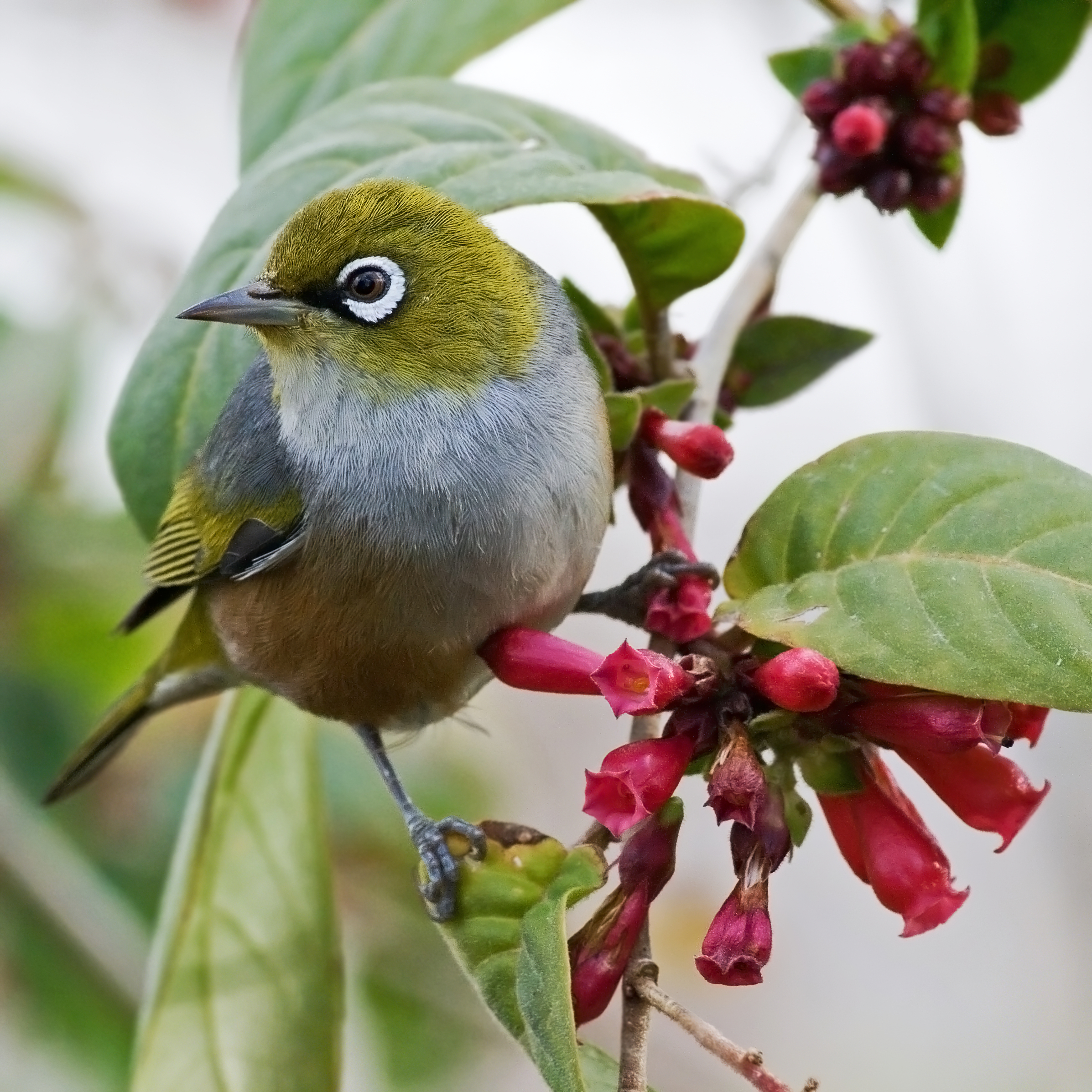
Zostérops à dos gris perché sur une branche de Cestrum en fleurs en Tasmanie

Les zostérops nichent au printemps et en début d'été (principalement entre septembre et décembre), faisant un petit nid en coupe avec de l'herbe, de la mousse, des poils, des toiles d'araignée. Le nid est suspendu à un petit arbre ou un arbuste et contient de 2 à 4 œufs bleu pâle. Deux couvées peuvent avoir lieu au cours de la même saison de reproduction. Une fois que les jeunes sont prêts à voler, les zostérops se rassemblent en grandes bandes et beaucoup d'entre eux migrent vers le nord à la fin de l'été, en longeant la côte, se nourrissant tout au long de la journée avec des cris et des mouvements incessants dans les arbustes où ils trouvent leur repas, avançant peu à peu vers le nord puis volent sur de longues distances la nuit.
La plupart de la population de Tasmanie traverse le détroit de Bass (un exploit étonnant pour un oiseau de 12 cm d'envergure pesant seulement quelques grammes) et se disperse au Victoria, en Nouvelle-Galles du Sud et au sud-est du Queensland. Les populations nichant dans ces régions ont tendance à migrer plus au nord et les oiseaux nichant au nord du pays y restent toute l'année. Le zostérops a été découvert en Nouvelle-Zélande en 1832 (son nom maori, Tauhou, signifie « petit étranger »). Il est arrivé en grand nombre en 1856 et on suppose que cela est dû à la déportation vers l'est par une tempête de bandes d'oiseaux en train de migrer. Comme il n'existe pas de preuve qu'il a été introduit artificiellement en Nouvelle-Zélande, il est classé comme espèce indigène et, par conséquent, protégé.
Les zostérops sont omnivores mais ont un penchant particulier pour les fruits. Certains arboriculteurs, viticulteurs et jardiniers amateurs les considèrent comme des nuisibles en particulier lorsqu'ils esquivent les filets de protection pour aller se nourrir.